# 西林里 (嘉義縣)
23°36′09.3″N 120°27′11.9″E / 23.602583°N 120.453306°E
西林里，是中華民國臺灣嘉義縣大林鎮轄下的行政區。位於嘉義縣北方，東鄰大林鎮東林里，西北面鄰大林鎮明和里，南接大林鎮吉林里。西林里面積約0.367平方公里，是大林鎮21個里行政區中面積第三小的里行政區，行政區包含20個鄰、 783戶、人口數2069人，其中男性人口1036人 ; 女性人口1033人。西林里內有安霞宮、天德寶宮、台灣基督長老教會大林教會、真耶穌教會大林教會等不同宗教的信仰中心，而大林鎮六所小學之一的大林國小亦坐落於西林里。

## 地理
西林里區塊劃分狹長，鄰近主要幹道台1線，而鄉道嘉95線由西林里延伸至溪口鄉 (台灣)疊溪村下員林連接省道，因此西林里可說是大林鎮的交通樞紐。西林里地狹人稠，人口密度遠遠超過大林鎮的平均水準，是大林鎮人口最密集的區塊之一。

## 聚落歷史
清領時期（1897年），西林里與東林里、吉林里一起被劃分為嘉義縣打貓北堡大莆林區；日治時期前期（1901年），三者隸屬於嘉義縣打貓支廳大莆林區的大莆林街；日治時期後期（1920年），行政劃分由原本的「區名－街庄名－土名」改為「街庄名－大字名－土名」，西林里與東林里、吉林里共同被劃分至大林庄的大莆林。進入中華民國時代後，由西林、東林、吉林共同組成的聚落統稱為大林，是目前大林鎮中發展最密集、人口最稠密的聚落。

## 教育
西林里內目前無設立國民中學，僅設有大林國小，國小學區為大林國小，國中學區為大林國中。大林國小前身為日治時期之大林公學校，日治後期改名為大林南國民學校，為一間歷史悠久的教育機構。